# 1524 Йоенсуу
1524 Йоенсуу (1524 Joensuu) — астероїд головного поясу, відкритий 18 вересня 1939 року. Астероїд отримав назву на честь фінського міста Йоенсуу в Північній Карелії.
Тіссеранів параметр щодо Юпітера — 3,170.